# Fritz Hass

Fritz Hass, Selbstbildnis, 1919

Fritz Hass (* 29. Oktober 1864 in Heiligenbeil; † 20. Oktober 1930 in Lugano) war ein deutscher Maler, Illustrator, Karikaturist und Fotograf.

## Leben
Der Sohn des evangelischen Pfarrers Rudolf Otto Theodor Hass studierte nach einem kurzen Aufenthalt an der Königsberger Akademie von 1885 bis 1889 an der Kunstakademie in München. Nach Abschluss seiner Studien wurde er dort ansässig, bildete sich autodidaktisch weiter und war fortan als freischaffender Künstler und Inhaber einer Mal- und Zeichenschule für Damen der besseren Stände tätig.
1892, im Gründungsjahr der Münchener Secession, wurde er erstmals einem größeren Publikum durch die Ausstellung seines Gemäldes Tot bekannt. Auch in den folgenden Jahren war er auf Ausstellungen der Secession mit den Gemälden Die Nacht, Die große Babylon, Abendmärchen und verschiedenen Bildnissen, so dem Porträt von Max Halbe, vertreten.
1894 machte er sich mit der Veröffentlichung eines Zyklus von elf humoristischen Feder- und Tuschezeichnungen unter dem Titel Satirischer Zeitspiegel als Karikaturist einen Namen. Ab 1895 war er Mitarbeiter an den Meggendorfer-Blättern und lieferte Beiträge für die Zeitschriften Jugend und Kikeriki. Ebenso stammten die beliebten Postkartenbilder, in denen er heimischen Gebirge mit menschlichen Gesichtern charakterisierte, von seiner Hand. Er veröffentlichte Bilderbücher, illustrierte elf Schubert-Lieder und hielt die Zerstörungen in den Stätten seiner Heimat Ostpreußen als Folge des Ersten Weltkrieges in Gemälden fest.
Unter dem Einfluss Rudolf Steiners, den er porträtierte und auch fotografierte, setzte er sich in seiner Malerei verstärkt mit biblisch-mythologischen Themen auseinander. In einer über einem Vierteljahrhundert währenden Schaffensphase arbeitete er vollkommen zurückgezogen und am Rande des Existenzminimums. Seine in dieser Zeit entstandenen Werke, die erstmals im Frühjahr 1922 auf einer Sonderausstellung präsentiert wurden, versuchen mittels Farbwirkung das Gegenständliche aufzulösen und seelische Zustände oder das unnennbar Wesentliche der Dinge sichtbar zu machen. Hass steht mit seiner Auflösung der Formen und seinem Anspruch, die Wirklichkeit in ihrer Wesenhaftigkeit abzubilden, zwischen Symbolismus und Surrealismus. Seine Bilder wurden als gemalte Philosophie bezeichnet. Fritz Hass wird gern mit seinem gleichnamigen Sohn, Fritz Hass jun. (1902–1994), verwechselt, der bis zu seinem Tod ebenfalls als Maler in München wirkte.

## Kritik
„Der Symbolist Haß ist stilistisch – etwa in seiner Verwendung von Pastelltönen – den impressionistisch arbeitenden sezessionistischen Münchenern wie dem frühen Franz von Stuck verwandt. Andere Bilder (Die Milchstraße, Sanctus, Lichtbringer, Golgotha) dokumentieren, wie auch ein Porträt Steiners, die Nähe zur christlich gedeuteten (Adyar-) Theosophie. Haß gehörte zu denen, die das „Geistige“ in der Kunst zur Darstellung kommen lassen wollen, und diesem Ziel wurde von Zeitgenossen auch die impressionistische, Konturen und Gegenstände auflösende Malweise zugeordnet.“

## Werke (Auswahl)

Die große Babylon, 1895
Das Rauchercoupé, 1897
Im Biergarten, 1907
Rudolf Steiner während einer Vision, Foto, 1907
Postkarte Nebelwand und Rotwand, 1910
Rudolf Steiner Porträt, 1911
Junger Künstler (der Enkel Hermann)
Die Weltenseele
Untergang der Finsternis
Der Hüter
Der Lichtbringer
Die Milchstraße
Die Geburt Christi
Feuer

Illustrationen
- 1897 Das Rauchercoupé
- 1902 Erlkönig, Ständchen, Wanderers Nachtlied, Der Tod und das Mädchend, Die Forelle
- 1907 Im Biergarten
- 1908 An der Kegelbahn

Gemälde
- 1892 Tot
- 1894 Die Nacht
- 1895 Die große Babylon
- 1907 Junge im Bett und Mädchen am Tisch
- 1915 Das zerstörte Lyck
- 1920 Lichtbringer
- 1920 Die Milchstraße
- 1921 Erzengel

Bildnisse
- 1895 Max Halbe
- 1911 Rudolf Steiner
- 1919 Selbstbildnis
- Der junge Künstler (Porträt seines Enkels Hermann)

Publikationen
- Schubert-Lieder, Zehn Zeichnungen, München 1902.
- Mond und Sterne, München 1913, [Dietrich Münchener Künstler-Bilderbücher, 23].
- Deutsche Heimatbilder München 1914.
- Aus Ostpreussen: Erinnerungen an den Grossen Krieg. 10 farbige Künstlerpostkarten nach Originalgemälden, München 1916.
- Bildmappe (Inhalt: 1. Golgatha – 2. Die Weltenseele – 3. Untergang der Finsternis – 4. Der Hüter – 5. Der Lichtbringer – 6. Erzengel – 7. Sanctus), hrsg. von Michael Georg Conrad, München 1922.